# Femmes (film, 1983)
Pour les articles homonymes, voir Femmes.
Pour plus de détails, voir Fiche technique et Distribution.
Femmes est un film franco-espagnol écrit et réalisé par Tana Kaleya, sorti en 1983.
C'est l'unique film réalisé par la photographe Tana Kaleya.

## Synopsis
Helmut, revenu d'un voyage en Orient, se retrouve sur une île paradisiaque avec trois jeunes femmes.

## Fiche technique
- Titre : Femmes
- Titre espagnol : Mujeres
- Réalisation : Tana Kaleya
- Scénario : Tana Kaleya, Jaime Jesús Balcázar (adaptation des dialogues pour la version espagnole)
- Direction artistique :
- Décors :
- Costumes : Amahi Desclozeaux
- Photographie :
- Montage :
- Musique : Yves Dessca, Marc Hillman
- Production : Lucien Canezza, Lucien Duval
- Sociétés de production :  Accord Productions, Transcontinentale Production, Orphée Arts
- Société de distribution :
- Pays d’origine :  France,  Espagne
- Langue originale : français
- Format : couleur (Fujicolor)
- Durée : 86 minutes
- Dates de sortie :
  -  France : 22 juin 1983
  -  Espagne : 2 avril 1984
  -  Portugal : 5 juillet 1985

## Distribution
- Helmut Berger : Helmut
- Alexandra Stewart : Alexandra
- Dirke Altevogt : Chloé
- Tina Sportolaro : Claire
- Eva Cobo : Léa (créditée comme Linda Ericson)
- José Luis de Vilallonga